# John Neville (skådespelare)
John Neville, född 2 maj 1925 i Willesden i Brent i London, död 19 november 2011 i Toronto, Ontario, var en brittisk skådespelare.
John Neville flyttade till Kanada år 1972. Under 1980-talet blev han åter allmänt känd genom medverkan i Terry Gilliams film Baron Münchausens äventyr. 
Neville avled i Alzheimers sjukdom 2011.

## Filmografi i urval
- 1952 - H.C. Andersens sagor - Prinsen/Svinaherden (Svinaherden) och Den ene begåvade sonen (Dummerjöns)
- 1960 - Topaze lär sig leva - Roger
- 1960 - Oscar Wilde - Lord Alfred Douglas
- 1965 - En studie i skräck - Sherlock Holmes
- 1988 - Baron Münchausens äventyr - baron Münchausen
- 1993 - Slaget vid Dieppe - Brooke
- 1993 - Resan till jordens medelpunkt - doktor Cecil Chambers
- 1994 - Baby på vift - Mr. Andrews
- 1994 - Unga kvinnor - Mr. Laurence
- 1995 - Farliga sinnen - kyparen
- 1996 - Ofarliga sinnen - Thaddeus
- 1997 - Det femte elementet - general Staedert
- 1998 - Goodbye Lover - Bradley
- 1998 - Mördande legender - rektor Adams
- 1998 - Dark Secrets - Jock Beale
- 1998 - Arkiv X - Fight the Future - den välmanikurerade mannen
- 1999 - Sunshine - Gustave Sors
- 2000 - Spider - Terrence